# 뼈관절염
골관절염(骨關節炎, 영어: Osteoarthritis, OA, degenerative arthritis, degenerative joint disease, osteoarthrosis)은 국소적인 관절에 점진적인 관절 연골의 소실로 인해 나타나는 관절 질환의 하나이다. 퇴행성 관절염, 퇴행성 관절 질환 또는 변형성 관절염이라고도 한다. 관절통과 관절의 뻣뻣함이 흔히 보이는 증상들이다.
다른 종류의 관절염과는 달리 오직 관절만이 영향을 받는 것이 보통이다.

## 줄기세포 치료
제대혈 줄기세포 치료법으로 퇴행성 관절염을 치료할 수 있다. 치과에서 충치를 제거하듯 없어지거나 찢어진 연골을 깨끗하게 걷어내고 무릎 골수에 구멍을 내서 줄기세포를 이식시킨다. 그럼 연골이 다시 생긴다.
거스 히딩크 전 한국축구대표팀 감독(73, 네덜란드)이 제대혈 줄기세포 치료를 받으면서 알려지게 됐다. 퇴행성 관절염으로 지팡이를 짚고 절뚝거리며 걷던 히딩크 감독은 2014년 1월 강남제이에스병원에서 제대혈 줄기세포 치료를 받은 뒤 새로운 삶을 살고 있다.
제대혈 줄기세포 연골 수술에 들어가는 비용은 아직 보험이 적용되지 않아 1500~2500만 원이다. 보통 1500만 원인데 배양된 줄기세포를 많이 써야 할 경우 비용이 올라간다. 실손의료보험에 가입돼 있으면 200~300만 원이면 할 수 있다. 인공관절은 보험이 적용 돼 400~500만 원 정도다.